# Post-punk de Rusia
El post-punk ruso es una escena regional del coldwave que suele tomar como inspiración elementos autóctonos como la estética de la Unión Soviética como también el sonido de los años 1980 en general, y fundamentalmente están influenciados por bandas como Joy Division, Depeche Mode y Kinó. Se entiende también por post punk ruso como aquel venido de países de la ex Unión Soviética como Ucrania o Bielorrusia.
Las bandas, generalmente se manejan dentro del underground, o auto-editan sus publicaciones. Usualmente se suele citar a Motorama, liderados por Vladislav Parshin como uno de los iniciadores del género dentro de Rusia, que también se los suele asociar al indie pop y al post-punk revival.

El quinteto [Motorama] liderado por Vladislav Parshin se ha erigido como el magno continuador de la escuela post punk desde los dominios de [Vladimir] Putin, desarrollando un paradigma de sonidos congelados en el legado de Joy Division.
Sara Morales, Efe Eme (2015).

En lugar de optar por el camino de los ecos del shoegaze, el grupo ruso decidió por un paso hacia la penumbra con temas como "Image", "Rose in the vase", "White light" y "To the South".
Durante la pandemia por COVID-19 de 2020, el género experimentó un gran auge en países de Hispanoamérica. Se suele vincular este fenómeno a la viralización de la canción "Судно (Sudno)" (del álbum Etazhi) de Molchat Doma por medio de videos de TikTok. No obstante, para finales de 2019 el género ya estaba en auge con bandas como Human Tetris haciendo giras por Latinoamérica.
Este género se basa en tendencias de la música electrónica como lo-fi, ambient y synth-pop, así como en la música electrónica en los tiempos finales de la Unión Soviética. A pesar del amplio uso de extractos de programas de radio o discursos de políticos en las canciones, esto no se refiere a los aspectos políticos de la URSS.